# Zika-vírus

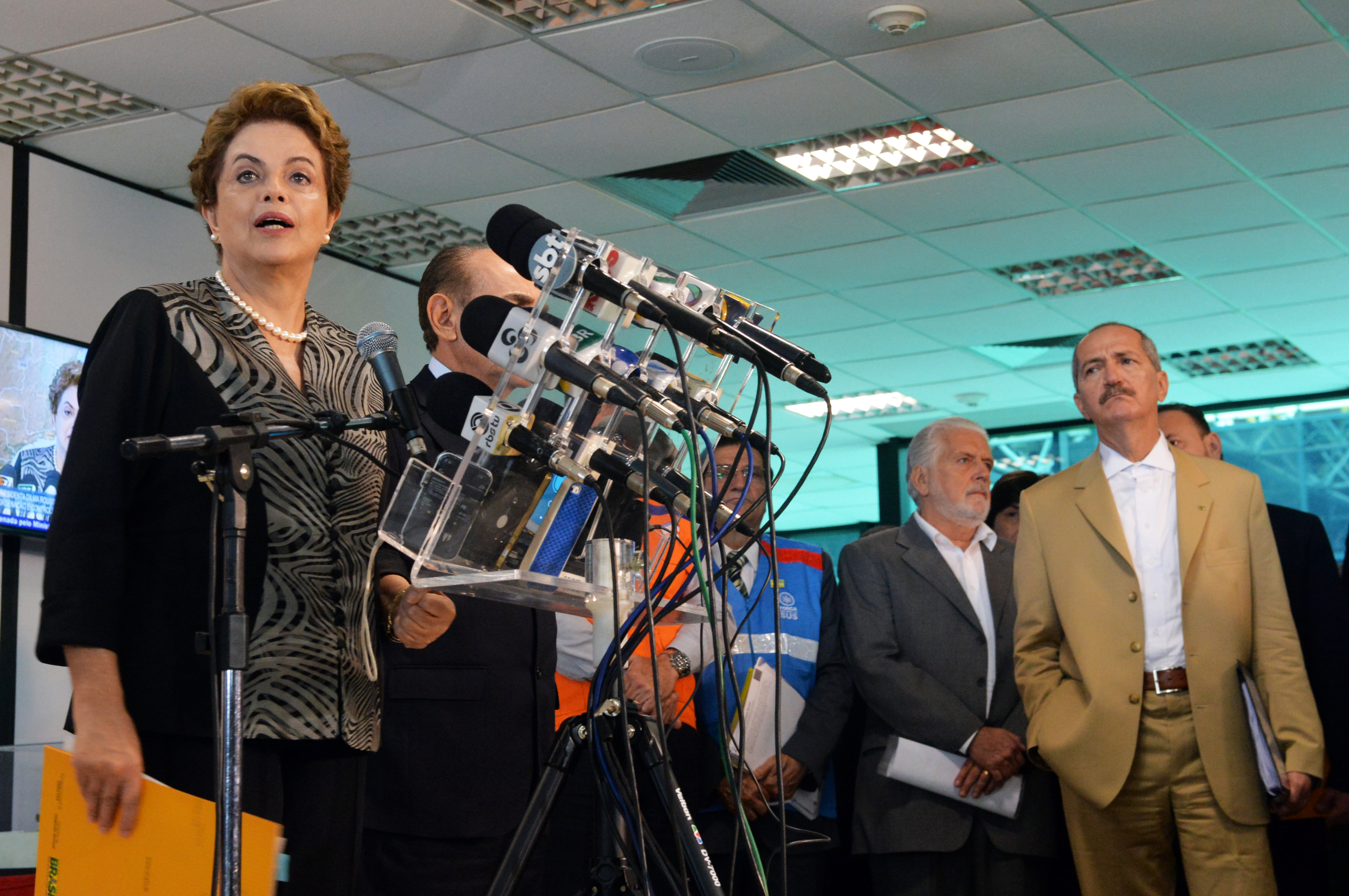
Dilma Rousseff videókonferenciát tart a vírussal kapcsolatban 2016. január 29-én, Brazíliában

A Zika-vírus (ZIKV) a Flaviviridae családba tartozó arbovírus (arthropod-borne viruses), azaz rovarok (ízeltlábúak: Arthropoda) által terjesztett fertőző vírus. Egyes majomfajokat és az embert fertőzi meg, a főleg trópusi övezetben élő szúnyogok csípésén keresztül, és ún. Zika-lázat okoz. Nevét az ugandai Zika-erdőről kapta. A betegség általában enyhe lefolyású, nem halálos, azonban a fertőzés terhes nők magzatára különösen veszélyes, súlyos fejlődési rendellenességet, ún. kisfejűséget (mikrokefália) okozhat, valamint más neurológiai szövődmények is felléphetnek, különösen a Guillain–Barré-szindróma (GBS). A Zika-lázat – így az azt kiváltó vírust is – nehéz azonosítani, mert tünetei hasonlatosak a sárgaláz, az agyvelőgyulladás, a dengue-láz és Chikungunya-láz tüneteihez, amelyek kórokozóit szintén szúnyogok hordozzák.
Egy 2016-ban megjelent tanulmány szerint Arnaud Fontanet francia kutató és csoportjának sikerült összefüggést találniuk a Zika-vírus és a Gouillain-Barré tünetegyüttes (GBS) között. Miszerint a Zika-lázzal sújtott országokban a lázbetegség nyomán a GBS felüti a fejét, minden negyedik vírussal megfertőződött személy GBS-ben is megbetegszik. Ez súlyos fenyegetettség az érintett országok számára.
A vírus terjedhet fertőzött vér átadásakor vérátömlesztésnél, szexuális érintkezés során, terhes nők átadhatják a magzatuknak a terhesség folyamán. Jelen tudásunk szerint a fertőzésen átesett emberek immunissá válnak.
Jelenleg nincs ellenszere, és a vakcina kifejlesztése akár éveket is igénybe vehet. 2015-ben a Zika-vírust összefüggésbe hozták a Guillain-Barré-szindrómával, amely egy gyorsan rosszabbodó számos perifériás idegnél egyidejűleg jelentkező működési zavar (polineuropátia).
A vírus jelentősége 2014–2015-ben nőtt meg, amikor először hozták kapcsolatba a magzatoknál előforduló kóros kisfejűséggel. Az Egészségügyi Világszervezet (WHO) szerint a vírus robbanásszerűen terjed: a 2016-os év végéig akár a négymilliót is elérheti a fertőzöttek száma. A vírust 2016. január 26-ig 22 ország jelentette. Barack Obama amerikai elnök a vírus ellenszerének kifejlesztését tartotta a legsürgetőbbnek, Brazília elnöke, Dilma Rousseff pedig a szúnyoginvázió visszaszorítását tartja a legfontosabbnak, amiben a hadsereg is közreműködhet. 2016. január 27-én az amerikai Nemzeti Egészségügyi Intézetek (NIH) járványügyi részlegének vezetője, Anthony Fauci elrendelte a kutatások megkezdését egy ellenszer kidolgozására és a megfelelő források biztosítását. A WHO 2016. február 1-jén világszintű egészségügyi vészhelyzetet hirdetett a Zika-vírus problémájának megoldására. Dr. Margaret Chan, a WHO főigazgatója szerint a Zika-vírus nagyobb fenyegetést jelenthet a globális egészségügyre, mint a 2014–2015-ben pusztító ebolajárvány, ezért azt a szervezet az ebolával egy kategóriába sorolta. A vakcina kifejlesztése akár egy évtizedbe is beletelhet, ezért a várandós asszonyok megvédése érdekében a szúnyogok kordában tartását tartják a legfontosabb feladatnak.
Mivel 2015-ben csak Brazíliában 2900 kisfejűséggel született csecsemőt regisztráltak (2016. január végére ez a szám elérte a 3900-at), szükség van arra is, hogy a korai időben felfedezett fertőzött várandós nőknél szükség esetén terhességmegszakítást végezzenek. Dél-Amerika legtöbb országa konzervatív nézeteket vall az abortusszal szemben, ezért ennek a kérdésnek a megoldása sem lesz egyszerű. Az amerikai NIH járványügyi részlege a brazil tudósok számára is biztosít forrásokat.

## Története
A vírust 1947-ben fedezték fel Uganda Zika nevű erdejében rhesusmajmokban, a vírus a felfedezés helyének nevéről lett elnevezve. 1948-ban ugyanebben az erdőben Aedes africanus szúnyogokban mutatták ki, majd 1952-ben már emberekben is megjelent Ugandában és Tanzániában. A vírusnak két genetikai leszármazási vonala ismert, az afrikai és az ázsiai. Az ázsiai jelent meg a közelmúltban a Csendes-óceáni szigetvilágban és Amerikában. Először nem is gondolták a tünetek alapján, hogy új vírusról van szó, mert azok nagyon hasonlatosak a dengue-láz tüneteihez. A vírus hosszú ideig csak Dél-Amerikában volt jelen, de hamarosan elterjedt az egész kontinensen, és más földrészekre is eljutott a turisták és a kereskedelem által.
Az amerikai kontinensen, főleg Brazíliában robbanásszerűen megnövekedett kóros kisfejűség megjelent a csendes-óceáni szigetvilág déli területein is. A betegséggel potenciálisan összefüggő vírust 2013–2014-ben Francia Polinéziában észlelt járvány során azonosították, így az már világméretű járvány. 2015 augusztusában Brazília Egészségügyi Minisztériuma is megerősítette, hogy Rio de Janeiróban és az ország keleti partján is járvány van. Egy Hawaiin született, mikrokefáliával világrajött csecsemő vérében és szöveteiben az orvosoknak sikerült egyértelműen kimutatni a fertőzést. Édesanyja még 2015 májusában kapta el a vírust terhesen Brazíliában. Ez az eset volt az Amerikai Egyesült Államokban az első regisztrált megbetegedés. A vizsgálatok során az is kiderült, hogy sem az anya, sem a gyermek nem fertőző, tehát a betegséget nem tudják továbbadni. Azóta a helyzet jelentősen megváltozott, az aktuális számokat a CDC honlapján lehet elérni.

## Terjesztője
A vírus a Zika-erdőből származik, itt kb. 58-60 féle szúnyog tenyészik. A vírust leginkább az Aedes nembe tartozó fajok tudják átadni, legelőször az Aedes africanus szúnyogokból mutatták ki 1948-ban. Újabban elsősorban az ázsiai tigrisszúnyog (Aedes albopictus) és az egyiptomi csípőszúnyog (Aedes aegypti) a fő terjesztők, de a már említett A. africanus mellett pontenciális terjesztők lehetnek még az A. polynesiensis, A. unilineatus, A. vittatus,  A. hensilli szúnyogok is.  Emberről emberre vélhetően szexuális úton is terjedhet, illetve vérkészítmények, vér közvetítésével is előfordulhat a fertőzés.
|  |  |

## Elterjedés

### Elterjedési területe

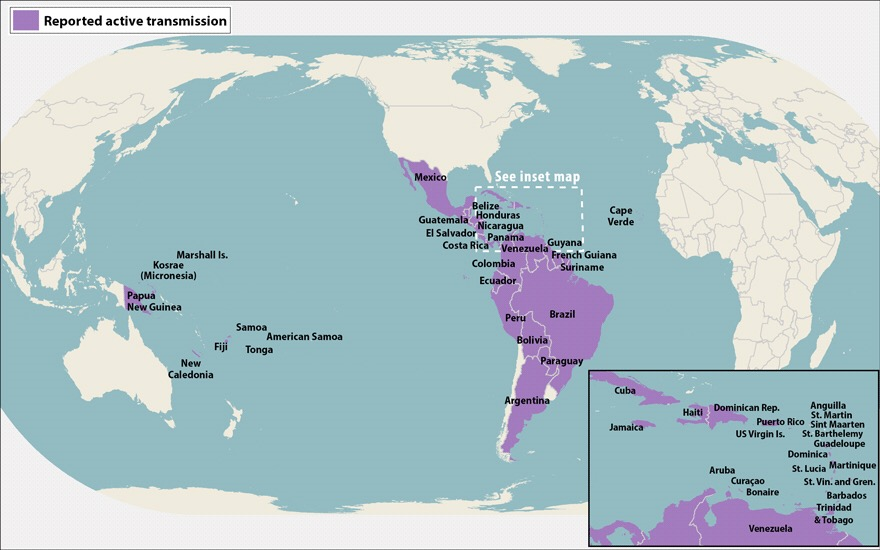
Vírussal fertőzött területek
2016. június 29.

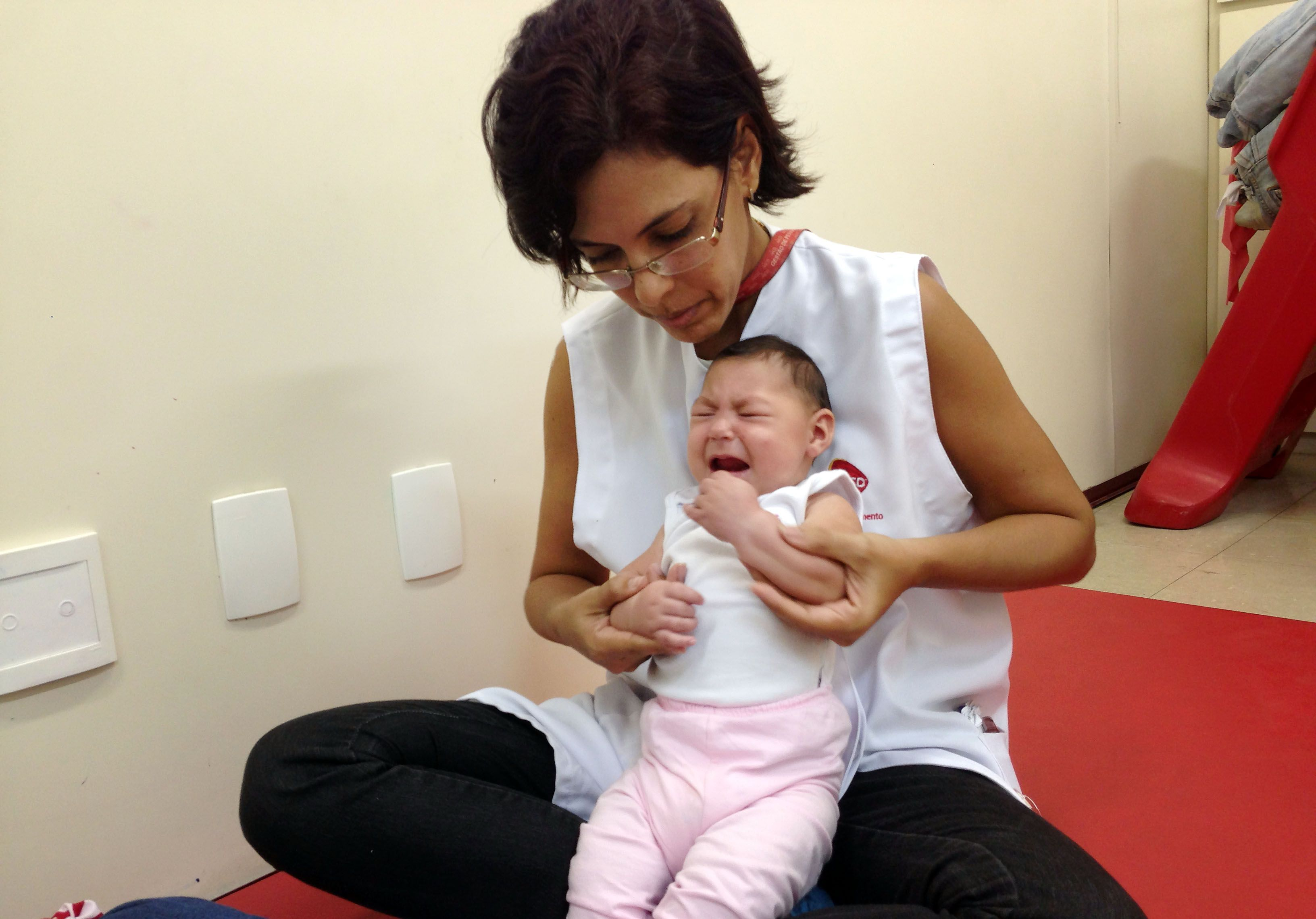
Microcephalia-kisfejűségben szenvedő brazil kisgyermek

A legjobban veszélyeztetett területek a trópusi övezetek és mediterrán öv, de a vírus bárhol megjelenhet, ahol az Aedes szúnyogok megélnek. Amerikában nagy valószínűséggel Kanada és Chile védve lesz, előbbi a hideg miatt, utóbbi a száraz éghajlati viszonyai miatt.
Az ÁNTSZ tájékoztatója szerint, 2016. január 4-től az alábbi országok és területek számítanak fertőzötteknek.
1. Brazília, Paraguay, Kolumbia, Venezuela, Puerto Rico,
2. Panama, Salvador, Honduras, Guatemala, Mexikó,
3. Franciaország tengeren túli területein: Francia Guyana, Martinique, Suriname, Zöld-foki Köztársaság,
4. Fidzsi-szigetek, Vanuatu, Szamoa (Óceánia), Salamon-szigetek, Új-Kaledónia.

### A Zika-vírus Magyarországon
A vírus járványszerű elterjedése Magyarországon nem valószínű. Egyrészt azért, mert az átlagos hőmérséklet a vírust hordozó szúnyogok számára nem túl kedvező; másrészt azért, mert ezek a fajok hazánkban csak csekély mértékben jelentek még meg, és kellő körültekintéssel az észlelt szúnyogokat is meg lehet semmisíteni, szúnyogirtóval vagy biológiai védekezéssel, génmódosított szúnyogok elterjesztésével.

### Elterjedésének mértéke
Világméretű járványról van szó, a vírust hordozó szúnyogok elterjedését egyelőre nem tudják megakadályozni. Az Egészségügyi Világszervezet (WHO) szerint a vírus robbanásszerűen terjed. A WHO 2016. február 1-jén világszintű egészségügyi vészhelyzetet hirdetett a Zika-vírus problémájának megoldására. Szakértők szerint a vírus nagyobb fenyegetést jelenthet a globális egészségügyre, mint a 2014–2015-ös ebolajárvány. Mivel az ebolajárvány megfékezése során rengeteg tapasztalatra tettek szert, ezt kívánják most ebben a vészhelyzetben felhasználni.

### Járványügyi intézkedések
A megelőzés a legfontosabb, mivel jelenleg még nincs ellenszer.
1. Lakosság tájékoztatása,
2. Szúnyogirtás, kül- és beltéri vízfogó egységek megszüntetése, tisztántartása,
3. Járvány esetén a lárvák, kifejlett szúnyogok irtása.

## A Zika-vírus hatása és mellékhatása

### Zika-láz

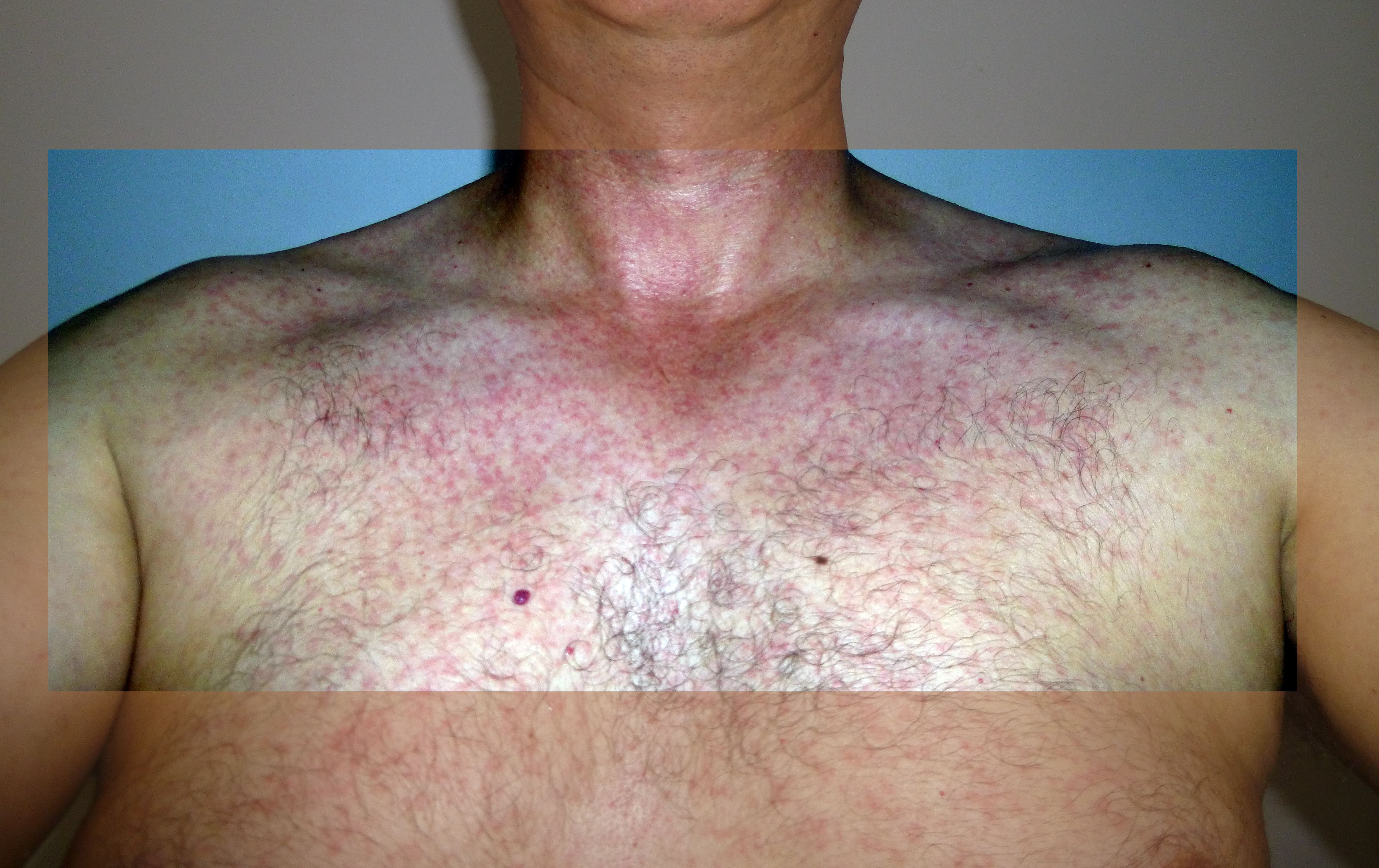
Zika-vírussal fertőzött férfi bőre

A vírus elsősorban a Zika-lázat okozza, amely egy viszonylag könnyű lefolyású betegség és önmagában ebben a betegségben még nem haltak meg. A fertőzés enyhe tünetekkel jár, fejfájás, láz, vörös szem, kiütések, izom- és ízületi fájdalmak kísérik. A fertőzések nagy része tünetmentes. A betegség lefolyási ideje 2–7 nap közé tehető. Szerológiai vizsgálatra – a vírus kimutatására – vérből a tünetek megjelenését követő 5–7 nap alatt van lehetőség, vizeletből a tünetek megjelenését követő 10 nappal is sikerült kimutatni a Zika-vírus RNS-t.

### Mellékhatása

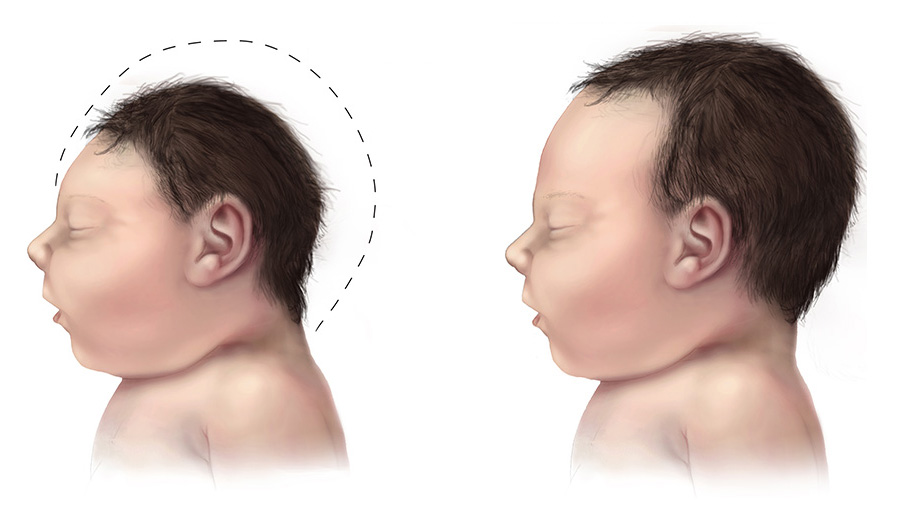
Mikrokefália betegségben szenvedő csecsemőknél
az agy térfogatának eltérése a normálisan fejlődőkhöz képest

Súlyos születési rendellenességeket okozhat: a terhes nők magzata mikrokefáliával, azaz kisfejűséggel születik, a gyerek agya nem fejlődik ki megfelelően, és életveszélyes szövődmények alakulhatnak ki. Az így született gyermekek túlélése csekély, az életben maradottak értelmi szintje nehezen fejleszthető. Nem bizonyított, hogy minden egyes esetben károsodik a magzat, de általában a terhesség első harmadában ért fertőzések – ami a 13. hétig terjedő időszak – jelentik a legnagyobb veszélyt.
Mindazonáltal 2016. február elejéig sem sikerült még hitelt érdemlően bebizonyítani azt, hogy a Zika-vírus megbetegedések egyenes következménye a mikrokefália, ennek ellenére a híradások összekapcsolják a két betegséget.
A WHO Titkársága tájékoztatta a Bizottságot azokról a kóros kisfejűség és Guillain-Barré szindróma (GBS) esethalmozódásokról, amelyeket bizonyos területeken ideiglenesen a Zika-vírus terjedésével hoznak összefüggésbe. A Bizottság további adatokat kapott a Zika-vírussal kapcsolatos jelenlegi ismeretekről, annak terjedéséről, klinikai jellemzőiről és epidemiológiájáról.

## A Zika-vírus és a mikrokefália közötti ok-okozati összefüggés
A mikrokefáliát többféle tényező is kiválthatja. Szlovén tudósok kutatásaik során tudományos bizonyítékot találtak a vírus és a kisfejűség betegség között.

### Az eset leírása
Egy szlovén nő magzatának az agyában, ultrahangos vizsgálat során súlyos fejlődési rendellenességeket fedeztek fel. A nő Brazíliában esett teherbe. Emiatt a vizsgálati eredmény miatt a nőn terhessége 32. hetében abortuszt végeztek. - A nő a Zika-lázat terhessége 13. hetében kapta el. - A ljubljanai egyetem klinikai központjának munkatársai megvizsgálták a magzatot és Zika-vírust találtak az agyi szövetekben, de semmi más vírust nem fedeztek fel, ami a kisfejűséget okozhatta volna.  Az esetet a The New England of Journal of Medicine orvostudományi folyóiratban tették közzé 2016. február 10-én.

## Gyógyítása, ellenszere
Ellenszer, védőoltás sem megelőzésére, sem kezelésére egyelőre nincs. Több latin-amerikai országban azt tanácsolták a nőknek, hogy átmenetileg ne essenek teherbe. Más térségben élő terhes nők számára nem tanácsos azokba a meleg éghajlati országokba utazni, ahol a járványt regisztrálták.
A szúnyogok elleni védekezés a legfontosabb, ezért ezeken a veszélyeztetett területeken az utazók viseljenek hosszú ujjú inget, nadrágot, sapkát. Az alvóhelyeket pedig szúnyoghálóval zárják le. A szúnyogok leginkább nappal és kora este aktívak.

## A Zika-vírus és a riói olimpia
A 2016. évi nyári olimpiai játékokat Brazíliában rendezték. A sporteseményen számos ország sportolói vettek részt, akik szintén ki voltak téve a vírus által okozott betegségeknek. A Magyar Olimpiai Bizottság állásfoglalást adott ki sportolói részére az esetleges veszélyekről és azok kezelési módjáról.

## Mérföldkövek a vírus elterjedésében
A táblázatban szereplő adatok csupán tájékoztató jellegűek. Hitelt érdemlő hivatalos adatokat az egyes kormányok egészségügyi minisztériumaitól lehet beszerezni.
| Földrész      | Ország-terület    | Dátum                     | Vírusátvivő            | Élőlény típusa           | Fertőzések száma                | Lab. igazolt esetek | Forrás                                                   |
| ------------- | ----------------- | ------------------------- | ---------------------- | ------------------------ | ------------------------------- | ------------------- | -------------------------------------------------------- |
| Afrika        | Uganda, Zika-erdő | 1947                      | Egyiptomi csípőszúnyog | majom                    | ismeretlen                      | -                   | ÁNTSZ                                                    |
| Afrika        | Uganda, Zika-erdő | 1948                      | Aedes africanus        | szúnyogokban mutatták ki | ismeretlen                      | -                   | ÁNTSZ                                                    |
| Óceánia       | Francia Polinézia | 2013–2014                 | szúnyog                | ember                    | 8750                            | 383                 | ÁNTSZ                                                    |
| Óceánia       | Salamon-szigetek  | 2015. február–május       | szúnyog                | ember                    | 310                             | -                   | ÁNTSZ                                                    |
| Óceánia       | Hawaii            | 2015. május               | szúnyog                | ember                    | első eset terhes nőben          | 1                   | Az USA első regisztrált betege                           |
| Dél-Amerika   | Brazília          | 2015. január–december     | szúnyog                | ember                    | 440 000–1 300 000               | -                   | ÁNTSZ                                                    |
| Dél-Amerika   | Kolumbia          | 2015. szeptember–november | szúnyog                | ember                    | 3700                            | 578                 | ÁNTSZ                                                    |
| Ausztrália    | Sydney            | 2015                      | majomharapás           | ember                    | 1                               | 1                   | Bali szigetén történt eset                               |
| Észak-Amerika | USA, Florida      | 2016. január 3.           | szúnyog                | ember                    | 9                               | 9                   | Florida kormányzója szükségállapotot rendelt el          |
| Európa        | Spanyolország     | 2016. január 4.           | szúnyog                | ember                    | első eset terhes nőben, össz. 8 | 1+7                 | Hondurasban fertőződött meg                              |
| Észak-Európa  | Dánia-Helsinki    | 2016. január 27.          | szúnyog                | ember                    | 1                               | 1                   | Dél-Amerikában fertőződött meg                           |
| Kelet-Ázsia   | Kína              | 2016. február 10.         | szúnyog                | ember                    | 1                               | 1                   | Venezuelában fertőződött meg                             |
| Ausztrália    | Queensland        | 2016. február 10.         | szúnyog                | ember                    | 3                               | 3                   | A legutolsó fertőzés terhes nőben történt                |
| Nyugat-Európa | Anglia            | 2013 - 2016               | Egyiptomi csipőszúnyog | ember                    | 3                               | 3                   | 3 év alatt 3 fő                                          |
| Nyugat-Európa | Anglia            | 2016. február 10.         | Egyiptomi csipőszúnyog | ember                    | 4                               | 4                   | 2016. január óta 4 fertőzés, Latin-Amerikában kapták el. |
| Ázsia         | Kína              | 2016. február 10.         | Egyiptomi csipőszúnyog | ember                    | 1                               | 1                   | Venezuelában fertőződött meg.                            |
| Európa-Ázsia  | Oroszország       | 2016. február 15.         | Egyiptomi csipőszúnyog | ember                    | 1                               | 1                   | Első eset, a Dominikai Köztársaságban fertőződött meg.   |
| Közép-Európa  | Szlovénia         | 2016. június 9.           | Egyiptomi csipőszúnyog | ember                    | 1                               | 1                   | Latin-Amerika                                            |
| Közép-Európa  | Románia           | 2016. július 12.          | Egyiptomi csipőszúnyog | ember                    | 1                               | 1                   | Martinique                                               |